# Засуджений (фільм, 1989)
«Засуджений» (рос. «Приговорённый») — радянська кримінальна драма 1989 року, знята режисером Аркадієм Кордоном.

## Сюжет
Відслуживши в Афганістані, Павло поїхав до друга і влаштувався шофером в колону, де працювали і колишні кримінальники. Одного разу він зустрів дівчину Зою, яка попросилася до нього в машину, але так вже вийшло, що підвезти її не зміг, а дозволив пересісти до друзів: ті гнали свою машину по найкоротшому шляху. Коли Павло знайшов Зою і зрозумів, що вони з нею зробили, то сам вирішив вершити суд… І в результаті недавній герой виявляється ув'язненим в колонію посиленого режиму, та ще на Колимі.

## У ролях
- Олександр Марін —  Павло Васильович Зав'ялов
- Тетяна Яковенко —  Зоя Павлівна Дєєва
- Володимир Зайцев —  Олексій Степанович Бахметьєв, водій, товариш по службі Павла
- Олексій Золотницький —  Сьома Моргун, водій, напарник Олексія

## Знімальна група
- Сценарій: Геннадій Бокарєв
- Режисер: Аркадій Кордон
- Оператор: Роман Веселер
- Композитор: Ісаак Шварц
- Художник: Валентин Поляков